# Коломейцев, Александр Владимирович
Алекса́ндр Влади́мирович Коломе́йцев (21 февраля 1989, Сургут, СССР) — российский футболист, полузащитник.

## Биография
Родился в Сургуте. Отец Коломейцева работал там в нефтяной сфере. Первоначально Александр занимался мини-футболом с 6 до 14 лет, в СДЮСШОР «Нефтяник», первый тренер Бочков Игорь Николаевич. В 14 лет его пригласили в «ДЮСШ Спартак-2».
Отыграв по году в торпедовском дубле (14 игр, 1 гол) и «Спартаке-2», в 2008 году Коломейцев дебютировал за главную команду «Торпедо» в Первом дивизионе, сыграв 31 матч и забив гол в ворота «Урала». После потери клубом профессионального статуса перешёл в «Спортакадемклуб», за который сыграл 13 матчей и забил 4 гола во Втором дивизионе, а вторую часть сезона 2009 года провёл в молодёжной команде «Москвы» (13 матчей).

### «Амкар»

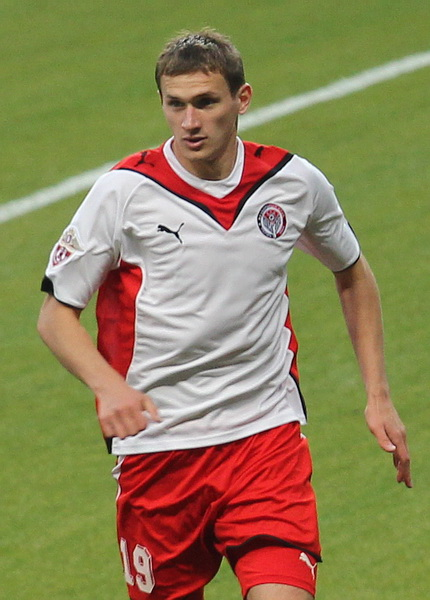
Коломейцев в составе «Амкара» в 2010 году

В 2010 году перешёл в «Амкар», где сначала играл также за молодёжку, но из-за травм основных центральных полузащитников был включён в стартовый состав «Амкара» на матч 11 тура чемпионата России против московского «Локомотива», в котором забил гол, незасчитанный из-за игры рукой одноклубника Алексея Померко. В следующем матче, 10 июля 2010 года, Коломейцев на последней минуте игры забил победный гол в ворота «Томи». Благодаря своей удачной игре, Коломейцев заканчивал сезон уже в статусе игрока основы «Амкара». Всего в сезоне на счету Александра 19 матчей, один гол и три голевые передачи.
В чемпионате России 2011/12 провёл за «Амкар» 42 матча, в которых отметился двумя забитыми мячами («Зениту» и «Ростову») и тремя голевыми передачами. Коломейцев стал безоговорочным игроком основного состава пермской команды. Суммарно провёл на поле 3776 минут, что стало лучшим показателем не только в «Амкаре», но и среди всех команд Премьер-лиги.
В июне 2012 года в прессе появилась информация об интересе к Коломейцеву со стороны санкт-петербургского «Зенита». В матче второго тура чемпионата против ЦСКА получил травму колена, в результате которой выбыл на месяц. В сезоне 2012/13 футболист принял участие в 25 играх чемпионата (21 — полностью), в которых отметился двумя забитыми мячами («Алании» и «Ростову») и одной голевой передачей. По итогам чемпионата болельщики «Амкара» поставили Коломейцева на третье место в голосовании на звание лучшего игрока «Амкара» сезона 2012/13.
Сентябрь 2013 года Александр практически полностью пропустил из-за травмы. В прочих играх сезона 2013/14 являлся безоговорочным игроком стартового состава «Амкара». На счету Коломейцева 24 игры в чемпионате России, в которых ему удалось забить один мяч (в ворота «Ростова») и сделать две голевые передачи.
По итогам сезона 2014/15 принял участие в 28 матчах «Амкара» в РФПЛ (лучший результат в команде) и помог пермякам остаться в элите. Записал на свой счёт 3 гола и 4 результативные передачи. Коломейцев обновил личный рекорд, набрав семь очков по системе «гол+пас» за сезон в чемпионате страны. Наряду с Георги Пеевым Александр стал лучшим футболистом «Амкара» по этому показателю.

### «Локомотив»

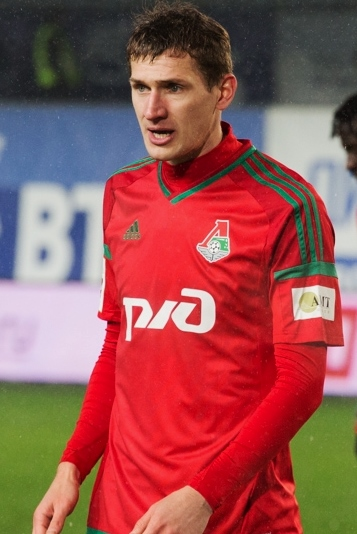
Коломейцев в составе «Локомотива»

В мае 2015 года появилась информация об интересе к Коломейцеву со стороны московского «Динамо». Позже источник в СМИ заявил, что Коломейцев переберется в столичный «Локомотив». В «Амкаре» подтвердили, что игрок клуб покинет. 27 июня Александр подписал долгосрочный контракт с железнодорожниками. 12 июля дебютировал за «Локомотив» в матче за Суперкубок России против «Зенита». Коломейцев провёл на поле всю игру, но красно-зеленые уступили в серии пенальти (1:1 — основное время, 2:4 — пенальти). В матче шестого тура РФПЛ против «Уфы» сделал две голевые передачи, а «Локомотив» победил — 3:0. В поединке 11-го тура в Черкизово Коломейцев поразил ворота своей бывшей команды «Амкара», забив первый мяч в составе «Локо». В следующем туре отметился голом в матче против «Спартака». Всего в сезоне провёл 28 игр, в которых отметился тремя голами и тремя результативными передачами. Александр отыграл 2207 минут и стал по этому показателю четвёртым в составе железнодорожников. Также полузащитник поделил с Петаром Шкулетичем третье место в командном зачете по системе «гол+пас», набрав шесть очков (3+3).
В матче 16-го тура РФПЛ 2016/17 против «Томи» отметился дублем, а «Локомотив» разгромил соперника — 6:1. В мае железнодорожники в финале Кубка России обыграли «Урал» — 2:0. Коломейцев завоевал первый трофей в карьере, хотя и не принял участия в решающем матче. Александр начинал сезон игроком стартового состава, но весной прочно осел в запасе, проиграв конкуренцию другим центральным полузащитникам команды. В результате Коломейцев принял участие в 19 матчах чемпионата страны и забил в них два мяча. В Кубке России вышел на поле трижды и результативными действиями не отметился.
Сезон 2017/18 начался для «Локомотива» с матча за Суперкубок со «Спартаком», но команда вновь не сумела завоевать трофей, уступив в дополнительное время — 1:2. Коломейцев вышел на замену на 111-й минуте. В матче 7-го тура РФПЛ «Локомотив» вновь встретился со «Спартаком» и взял реванш за поражение в Суперкубке — 4:3. Один из мячей забил вышедший на замену Коломейцев. В матче 29-го тура «Локомотив» с минимальным счётом обыграл «Зенит» и гарантировал себе первое место в турнирной таблице. Коломейцев впервые в карьере стал чемпионом России.
В начале июля Александр продлил с «Локомотивом» контракт ещё на один сезон. В матче за Суперкубок страны-2018 «Локомотив» в дополнительное время уступил ЦСКА, а Коломейцев не попал в заявку на игру. Первую часть сезона 2018/19 Александр полностью пропустил из-за проблем с суставом.
В июле железнодорожники в матче за Суперкубок России обыграли «Зенит», а сам Коломейцев вышел на поле в официальном матче впервые за 1 год 2 месяца и 14 дней.
29 июля 2020 года Коломецев объявил о завершении профессиональной карьеры. 
Главной причиной явилась проблема с одним из коленных суставов. Травма оказалось хронической, и вылечить её полноценно не получилось, поэтому футболист принял решение о завершении профессиональной карьеры.

## Карьера в сборной
29 июля 2011 года Александр был вызван во вторую сборную России для подготовки к матчу с молодёжной сборной России. Однако на поле в этом матче Коломейцев так и не появился. В конце августа игрок вновь был приглашён в стан второй сборной, а 5 сентября дебютировал в составе команды, выйдя на замену в перерыве матча против олимпийской сборной Белоруссии. В дальнейшем провёл ещё один поединок за Россию-2 опять же против олимпийской сборной Белоруссии.

## Достижения

### Командные
- Чемпион России: 2017/18
- Обладатель Кубка России: 2016/17, 2018/19
- Серебряный призёр чемпионата России: 2018/19, 2019/20
- Обладатель Суперкубка России: 2019

### Личные
- Третий Лучший футболист Пермского края (2): 2011, 2012/13

## Статистика выступлений
Клубная статистика по выступлениям в основном составе, обновление 22 июля 2020
| Клуб                     | Год     | Чемп. | Чемп. | Кубки | Кубки | Еврокубки | Еврокубки | Прочее | Прочее | Всего | Всего |
| Клуб                     | Год     | Игр   | Гол   | Игр   | Гол   | Игр       | Гол       | Игр    | Гол    | Игр   | Гол   |
| ------------------------ | ------- | ----- | ----- | ----- | ----- | --------- | --------- | ------ | ------ | ----- | ----- |
| Торпедо (Москва)         | 2008    | 31    | 1     | 0     | 0     | 0         | 0         | 0      | 0      | 31    | 1     |
| Спортакадемклуб (Москва) | 2009    | 13    | 4     | 1     | 0     | 0         | 0         | 0      | 0      | 14    | 4     |
| Амкар (Пермь)            | 2010    | 19    | 1     | 2     | 0     | 0         | 0         | 0      | 0      | 21    | 1     |
| Амкар (Пермь)            | 2011/12 | 42    | 2     | 2     | 1     | 0         | 0         | 0      | 0      | 44    | 3     |
| Амкар (Пермь)            | 2012/13 | 25    | 2     | 1     | 0     | 0         | 0         | 0      | 0      | 26    | 2     |
| Амкар (Пермь)            | 2013/14 | 24    | 1     | 1     | 0     | 0         | 0         | 0      | 0      | 25    | 1     |
| Амкар (Пермь)            | 2014/15 | 28    | 3     | 1     | 0     | 0         | 0         | 0      | 0      | 29    | 3     |
|                          | Итого   | 182   | 14    | 8     | 1     | 0         | 0         | 0      | 0      | 190   | 15    |
| Локомотив (Москва)       | 2015/16 | 28    | 3     | 2     | 0     | 7         | 0         | 1      | 0      | 38    | 3     |
| Локомотив (Москва)       | 2016/17 | 19    | 2     | 3     | 0     | 0         | 0         | 0      | 0      | 22    | 2     |
| Локомотив (Москва)       | 2017/18 | 19    | 1     | 1     | 0     | 8         | 0         | 1      | 0      | 29    | 1     |
| Локомотив (Москва)       | 2018/19 | 0     | 0     | 0     | 0     | 0         | 0         | 0      | 0      | 0     | 0     |
| Локомотив (Москва)       | 2019/20 | 10    | 1     | 1     | 0     | 3         | 0         | 1      | 0      | 15    | 1     |
|                          | Итого   | 76    | 7     | 7     | 0     | 18        | 0         | 3      | 0      | 104   | 7     |
| Карьера                  | Итого   | 258   | 21    | 15    | 1     | 18        | 0         | 3      | 0      | 294   | 22    |